# Sophie Drinker
Sophie Lewis Drinker (née Sophie Lewis Hutchinson, le 24 août 1888 à Haverford, Pennsylvanie, morte le 6 septembre 1967 à Chestnut Hill (en), Philadelphie) était une musicienne amateur et musicologue américaine. Elle est considérée comme une fondatrice des études en musicologie et de genre par rapport aux femmes.
Elle est l'autrice du livre Brahms and His Women's Choruses (1952) et d'articles tels que What Price Women's Chorus? pour le Music Journal en 1954, où elle développe des critères pour la pleine utilisation des voix de femmes dans les chœurs.
Le Smith College, Northampton, Massachusetts, lui a décerné un doctorat honorifique en 1949.